# Leiobunum brunnea
Leiobunum brunnea is een hooiwagen uit de familie Sclerosomatidae.